# Artur Mykyrtczian (zapaśnik)
Artur Mykyrtczian (orm. Արթուր Մկրտչյանը) – ormiański zapaśnik walczący w stylu klasycznym. Zajął dziesiąte miejsce na mistrzostwach Europy w 2012. Drugi w Pucharze Świata w 2012; piąty w 2011 i ósmy w 2015 roku.